# エディト・フォルケルト

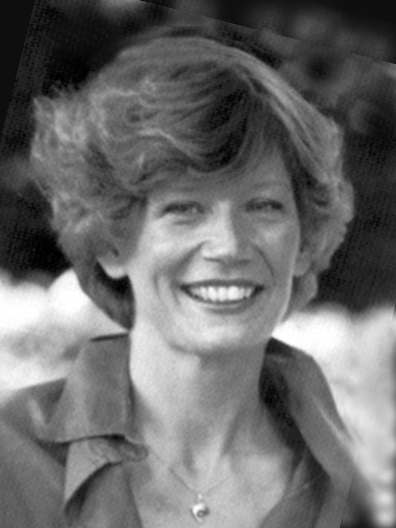
Edith Volckaert

エディト・フォルケルト (Edith Volckaert, 1949年8月27日 - 1992年7月2日) は、ベルギーのヴァイオリニスト。

## 来歴
ヘント出身。1971年エリザベート王妃国際音楽コンクールヴァイオリン部門第5位。1980年半ばから病に苦しみ、1992年に亡くなった。